# Lijiang-Stätte
Die Lijiang-Stätte ist eine archäologische Fundstelle pleistozäner Faunenreste sowie von Knochenfragmenten des anatomisch modernen Menschen (Homo sapiens) in der bezirksfreien Stadt Lijiang im Nordwesten der chinesischen Provinz Yunnan. Die Fundstelle liegt weniger als 10 km von Lijiang (100°20' E x 26°45' N) entfernt am Ufer des Yang-chang bei Muchiench'iao auf einer Höhe von 2800 m.
In vermutlich jungpleistozänen Ablagerungen von Schwemmsanden und Geröllen fanden sich in zwei Schichten Säugetierreste in situ. Zu den Faunenresten gehören unter anderem Pseudaxis sp., Bubalus sp. und rhinoceros. Außerdem fanden sich Fragmente von drei Oberschenkelknochen aus dem Jungpleistozän, die Homo sapiens zugeschrieben werden.